# Hockeysport
Hockey-familien er en gruppe boldspil, som har det til fælles, at spillerne prøver at føre en bold eller puck ind i et mål ved hjælp af en stav. De mest populære varianter af hockey på verdensplan er ishockey og hockey. 
- Wikimedia Commons har flere filer relateret til Hockeysport

| Sport | Spire Denne artikel om sport er en spire som bør udbygges. Du er velkommen til at hjælpe Wikipedia ved at udvide den. |